# Шарк (залив)
Залив Шарк (англ. Shark Bay — Акулья бухта) — залив в северо-западной части австралийского штата Западная Австралия, расположенный примерно в 650 км к северу от города Перт.
Залив представляет собой бухту со средней глубиной 10 метров, которую разрезают два полуострова, выступающих в Индийский океан. Сегодня залив Шарк ежегодно привлекает к себе около 120 000 туристов. В 1991 году его внесли в список всемирного наследия ЮНЕСКО.

## История
Залив открыл нидерландский мореплаватель Дирк Хартог в 1616 году, прибывший сюда маршрутом Браувера и став вторым европейцем после Виллема Янсзона, увидевшим и описавшим берега неизвестного тогда континента. В 1629 году голландский путешественник Франкойс Пелсарт описал побережье залива как безжизненное и унылое место.
Своё название залив получил в конце XVII века, когда английское судно под командованием капитана Уильяма Дампира достигло берегов западной Австралии и остановилось в заливе. Приблизительно в это время Дампир нанес на карту очертания побережья бухты. По одной из версий, своё название Акулья бухта получила из-за того, что матросами корабля под командованием Дампира была выловлена гигантская акула, которая и пошла в пищу изголодавшейся команде. По другой, наиболее распространённой версии, залив получил такое название по причине обитания в её водах более десяти видов акул, среди которых тигровая и китовая акулы.

## Флора и фауна
В 1991 году залив был внесён в список всемирного наследия ЮНЕСКО как уникальная экосистема. Основа экосистемы — водоросли, покрывающие более 4000 км² дна залива. В них находит приют планктон, состоящий из креветок и мелкой рыбёшки. Водоросли также являются главной пищей для дюгоней, которых здесь насчитывается около 10 тысяч. Залив Шарк является одним из крупнейших в мире местообитаний дюгоней. В заливе встречаются дельфины-бутылконосы, привлекающие в залив биологов со всего мира. В самой южной части залива находится сверхсолёная мелководная бухта Хамелин-Пул, крупнейшее в мире местонахождение строматолитов — карбонатных образований, сформированных цианобактериальными матами. Сейчас они встречаются на планете очень редко, а в докембрии были распространены намного шире. Старейшие ископаемые строматолиты имеют возраст около 3,7 млрд лет.

## Галерея
- Залив Шарк со спутника
- Строматолиты в бухте Хамелин-пул